# 오트가론주의 캉통
프랑스 오트가론주에는 총 27개의 캉통이 속해 있다. 2015년 3월 행정구역 총개편으로 인해 현재는 다음과 같이 설치되어 있다.
- 오트리브
- 바녜르드뤼숑
- 블라냐크
- 카스타네톨로상
- 카스텔지네
- 카제르
- 에스칼캉
- 레그뱅
- 뮈레
- 페슈보니외
- 플레상스뒤투슈
- 포르테쉬르가론
- 레벨
- 생고당
- 툴루즈 1
- 툴루즈 2
- 툴루즈 3
- 툴루즈 4
- 툴루즈 5
- 툴루즈 6
- 툴루즈 7
- 툴루즈 8
- 툴루즈 9
- 툴루즈 10
- 툴루즈 11
- 투른푀이유
- 빌뮈르쉬르타른